# تنگ الورا

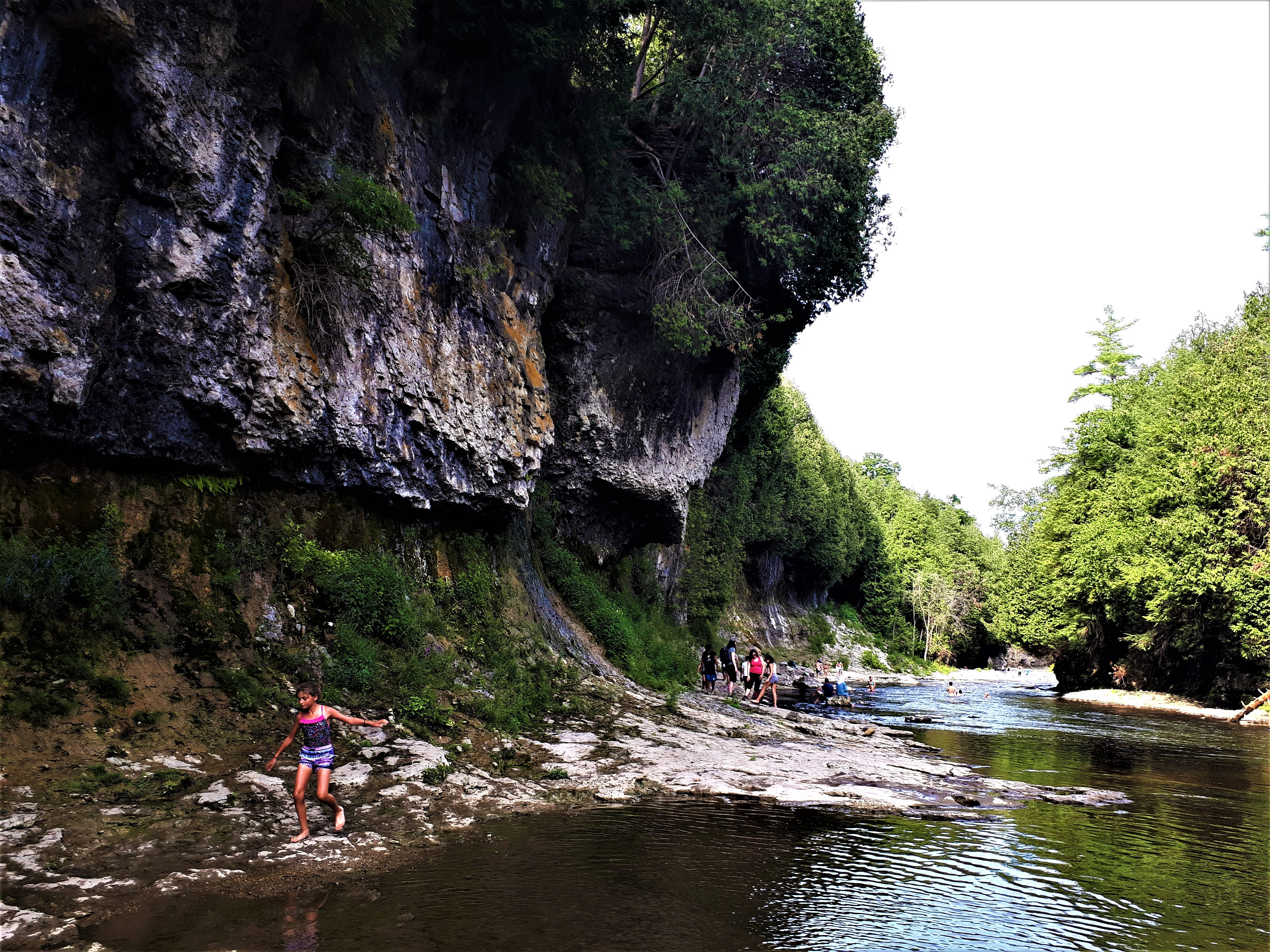
تنگ الورا

تنگ الورا (انگلیسی: Elora Gorge) نام منطقه حفاظت شده گردشگری است که در غرب الورا و ۲۵ کیلومتری شهر گوئلف در استان انتاریو کانادا قرار دارد. رود گراندریور از جنوب تنگ الورا به طول تقریبی ۲ کیلومتر در آن امتداد یافته‌است. منطقه دارای امکانات چادر زدن و مسیرهای پیاده‌روی است و به عنوان مکانی برای قایقرانی و سرگرمی با تیوب بسیار محبوب است.